# ジヒドロサンギナリン-10-モノオキシゲナーゼ
ジヒドロサンギナリン-10-モノオキシゲナーゼ（dihydrosanguinarine 10-monooxygenase）は、イソキノリンアルカロイド生合成酵素の一つで、次の化学反応を触媒する酸化還元酵素である。
この酵素の基質はジヒドロサンギナリン、NADPH、H+とO2で、生成物は10-ヒドロキシジヒドロサンギナリン、NADP+とH2Oである。
組織名はdihydrosanguinarine,NADPH:oxygen oxidoreductase (10-hydroxylating)で、別名にdihydrosanguinarine 10-hydroxylaseがある。